# Геро Кречмер
Геро Кречмер (нім. Gero Kretschmer; нар. 6 травня 1985) — колишній німецький тенісист.
Найвищу одиночну позицію світового рейтингу — 316 місце досяг 14 червня 2010, парну — 79 місце — 26 травня 2014 року.
Здобув 1 парний титул.
Завершив кар'єру 2017 року.

## Фінали турнірів ATP за кар'єру

### Парний розряд: 1 (1 перемога)
| Легенда                                     |
| ------------------------------------------- |
| Турніри Великого шлема (0–0)                |
| Фінали Світового туру ATP (0–0)             |
| Серія Мастерс 1000 Світового Туру ATP (0–0) |
| Серія 500 Світового туру ATP (0–0)          |
| Серія 250 Світового туру ATP (1–0)          |

| Фінали за покриттям |
| ------------------- |
| Тверде (0–0)        |
| Ґрунт (1–0)         |
| Трава (0–0)         |

| Результат | Дата     | Турнір                | Рівень    | Покриття | Партнер          | Суперники                         | Рахунок       |
| --------- | -------- | --------------------- | --------- | -------- | ---------------- | --------------------------------- | ------------- |
| Перемога  | Лют 2015 | Ecuador Open, Еквадор | Серія 250 | Ґрунт    | Александер Сачко | Віктор Естрелья Бургос Жоао Соуза | 7–5, 7–6(7–3) |

## Фінали челленджерів Туру ATP

### Парний розряд: 24 (9–15)
| Фінали за покриттям |
| ------------------- |
| Тверде (3–4)        |
| Ґрунт (6–11)        |
| Трава (0–0)         |

| Результат | W–L  | Дата     | Турнір                  | Покриття   | Партнер           | Суперники                                 | Рахунок                     |
| --------- | ---- | -------- | ----------------------- | ---------- | ----------------- | ----------------------------------------- | --------------------------- |
| Поразка   | 0–1  | Кві 2010 | Перейра, Колумбія       | Ґрунт      | Александер Сачко  | Домінік Мефферт Філіпп Освальд            | 7–6(7–4), 6–7(5–7), [5–10]  |
| Поразка   | 0–2  | Тра 2010 | Сарасота, США           | Ґрунт      | Александер Сачко  | Браян Баттістоун Райлер Дегарт            | 7–5, 6–7(4–7), [8–10]       |
| Перемога  | 1–2  | Сер 2010 | Женева, Швейцарія       | Ґрунт      | Александер Сачко  | Філіпп Освальд Мартін Сланар              | 6–3, 4–6, [11–9]            |
| Поразка   | 1–3  | Вер 2010 | Богота, Колумбія        | Ґрунт      | Александер Сачко  | Франко Феррейро Андре Са                  | 6–7(6–8), 4–6               |
| Поразка   | 1–4  | Жов 2010 | Калі, Колумбія          | Ґрунт      | Александер Сачко  | Андре Бегеманн Мартін Еммріх              | 4–6, 6–7(5–7)               |
| Поразка   | 1–5  | Чер 2013 | Кошиці, Словаччина      | Ґрунт      | Александер Сачко  | Каміл Чапкович Ігор Зеленай               | 4–6, 6–7(5–7)               |
| Поразка   | 1–6  | Лип 2013 | Схевенінген, Нідерланди | Ґрунт      | Александер Сачко  | Антал ван дер Дейм Бой Вестергоф          | 3–6, 3–6                    |
| Перемога  | 2–6  | Лип 2013 | Познань, Польща         | Ґрунт      | Александер Сачко  | Матеуш Ковальчик Генрі Контінен           | 6–3, 6–3                    |
| Поразка   | 2–7  | Лис 2013 | Касабланка, Марокко     | Ґрунт      | Александер Сачко  | Ріккардо Гедін Клаудіо Грассі             | 4–6, 4–6                    |
| Поразка   | 2–8  | Лис 2013 | Братислава, Словаччина  | Тверде (i) | Ян-Леннард Штруфф | Генрі Контінен Андреас Сільєстрем         | 6–7(6–8), 2–6               |
| Перемога  | 3–8  | Січ 2014 | Сан-Паулу, Бразилія     | Тверде     | Александер Сачко  | Ніколас Баррієнтос Віктор Естрелья Бургос | 4–6, 7–5, [10–6]            |
| Поразка   | 3–9  | Кві 2014 | Ле-Гозьє, Гваделупа     | Тверде     | Майкл Вінус       | Томаш Беднарек Аділ Шамасдін              | 5–7, 7–6(7–5), [8–10]       |
| Перемога  | 4–9  | Бер 2015 | Шеньчжень, КНР          | Тверде     | Александер Сачко  | Сакет Мінені Дівідж Шаран                 | 6–1, 3–6, [10–2]            |
| Поразка   | 4–10 | Сер 2015 | Манербіо, Італія        | Ґрунт      | Александер Сачко  | Даніель Муньйос де ла Нава Флавіо Чіполла | 6–7(5–7), 6–3, [9–11]       |
| Перемога  | 5–10 | Вер 2015 | Комо, Італія            | Ґрунт      | Александер Сачко  | Кенні де Схеппер Максім Тексера           | 7–6(7–3), 6–4               |
| Поразка   | 5–11 | Січ 2016 | Бангкок, Таїланд        | Тверде     | Александер Сачко  | Юган Брунстрем Андреас Сільєстрем         | 3–6, 4–6                    |
| Поразка   | 5–12 | Січ 2016 | Бангкок, Таїланд        | Тверде     | Александер Сачко  | Веслі Колгоф Матве Мідделкоп              | 3–6, 6–7(1–7)               |
| Перемога  | 6–12 | Бер 2016 | Гвадалахара, Мексика    | Тверде     | Александер Сачко  | Сантьяго Гонсалес Мате Павич              | 6–3, 4–6, [10–2]            |
| Перемога  | 7–12 | Кві 2016 | Неаполь, Італія         | Ґрунт      | Александер Сачко  | Маттео Донаті Стефано Наполітано          | 6–1, 6–3                    |
| Перемога  | 8–12 | Кві 2017 | Циндао, КНР             | Ґрунт      | Александер Сачко  | Андреас Міс Оскар Отте                    | 2–6, 7–6(8–6), [10–3]       |
| Перемога  | 9–12 | Чер 2017 | Віченца, Італія         | Ґрунт      | Александер Сачко  | Секу Банґура Трістан-Замуель Вайсборн     | 6–4, 7–6(7–4)               |
| Поразка   | 9–13 | Чер 2017 | Ліон, Франція           | Ґрунт      | Александер Сачко  | Сандер Жіє Йоран Вліґен                   | 7–6(7–2), 6–7(2–7), [12–14] |
| Поразка   | 9–14 | Лип 2017 | Брауншвейг, Німеччина   | Ґрунт      | Кевін Кравіц      | Юліан Ноул Ігор Зеленай                   | 3–6, 6–7(3–7)               |
| Поразка   | 9–15 | Лип 2017 | Прага, Чехія            | Ґрунт      | Андреас Міс       | Ян Шатрал Трістан-Замуель Вайсборн        | 3–6, 7–5, [3–10]            |

## Досягнення в парному розряді
| W | Ф | ПФ | ЧФ | #Р | КТ | К# | DNQ | A | NH |

| Турнір                                 | 2006  | 2007  | 2008  | 2009  | 2010  | 2011  | 2012  | 2013  | 2014  | 2015  | 2016  | 2017  | W–L   |
| -------------------------------------- | ----- | ----- | ----- | ----- | ----- | ----- | ----- | ----- | ----- | ----- | ----- | ----- | ----- |
| Турніри Великого шолома                |       |       |       |       |       |       |       |       |       |       |       |       |       |
| Відкритий чемпіонат Австралії з тенісу |       |       |       |       |       |       |       |       |       |       |       |       | 0–0   |
| Відкритий чемпіонат Франції з тенісу   |       |       |       |       |       |       |       |       |       |       |       |       | 0–0   |
| Вімблдонський турнір                   |       |       |       |       |       |       |       |       | К2р   | 1р    | К1р   |       | 0–1   |
| Відкритий чемпіонат США з тенісу       |       |       |       |       |       |       |       |       |       |       |       |       | 0–0   |
| В-П                                    | 0–0   | 0–0   | 0–0   | 0–0   | 0–0   | 0–0   | 0–0   | 0–0   | 0–0   | 0–1   | 0–0   | 0–0   | 0–1   |
| Загальна статистика                    |       |       |       |       |       |       |       |       |       |       |       |       |       |
| Титули / Фінали                        | 0 / 0 | 0 / 0 | 0 / 0 | 0 / 0 | 0 / 0 | 0 / 0 | 0 / 0 | 0 / 0 | 0 / 0 | 1 / 1 | 0 / 0 | 0 / 0 | 1 / 1 |
| Разом виграшів–поразок                 | 0–0   | 0–0   | 0–0   | 0–0   | 0–0   | 0–0   | 0–0   | 1–1   | 3–5   | 4–7   | 5–7   | 1–1   | 14–21 |
| Рейтинг на кінець року                 | 607   | 760   | 941   | 614   | 172   | 514   | 403   | 119   | 128   | 84    | 111   | 140   | 40%   |